# Vie (Atlantik)
Die Vie ist ein Fluss in Frankreich, der im Département Vendée, in der Region Pays de la Loire verläuft. Sie entspringt im Gemeindegebiet von Belleville-sur-Vie, entwässert generell in westlicher Richtung und mündet nach rund 62 Kilometern im Stadtgebiet von Saint-Gilles-Croix-de-Vie, in den Atlantik.

## Orte am Fluss
- Belleville-sur-Vie
- Le Poiré-sur-Vie
- Maché
- Apremont
- Saint-Maixent-sur-Vie
- Le Fenouiller
- Saint-Hilaire-de-Riez
- Saint-Gilles-Croix-de-Vie